# Prix Dannie-Heineman (Göttingen)
Pour les articles homonymes, voir Prix Dannie-Heineman.
Le prix Dannie-Heineman de l'Académie des sciences de Göttingen est une distinction décernée depuis 1961, tous les deux ans pour un travail remarquable récemment publié, en particulier sur des thèmes de recherche actuels. Il est décerné de préférence à de jeunes chercheurs en sciences naturelles et en mathématiques. Il est nommé d'après Dannie Heineman, un philanthrope, ingénieur et homme d'affaires américain, dont la mère est originaire d'Allemagne. Le lauréat reçoit l'approbation de la Fondation Minna-James-Heineman.
Il existe aussi des prix Dannie-Heineman de la Société américaine de physique, à savoir le prix Dannie-Heineman de physique mathématique et le prix Dannie-Heineman d'astrophysique.

## Lauréats
Avec les citations en hommage :
- 1961 James Franck, pour ses travaux sur la photosynthèse.
- 1963 Edmund Hlawka, pour ses travaux en géométrie des nombres.
- 1965 Georg Wittig, pour ses travaux fondamentaux dans le domaine de la chimie organométallique et de la chimie des anions organiques.
- 1967 Martin Schwarzschild, pour ses travaux sur l'évolution stellaire.
- 1967 Har Gobind Khorana, « pour ses travaux sur la synthèse des polynucléotides, qui ont conduit à d'importantes découvertes sur la structure et la fonction des acides nucléiques et le déchiffrement du code génétique ».
- 1969 Alfred Brian Pippard, « pour ses travaux sur la dynamique des électrons dans les métaux, notamment la mesure de la surface de Fermi du cuivre et l'extension non locale de l'électrodynamique londonienne des supraconducteurs ».
- 1971 Neil Bartlett, chimie minérale, pour ses excellentes recherches expérimentales dans le domaine des composés de gaz rares.
- 1973 Igor Chafarevitch, mathématiques.
- 1975 Philip Warren Anderson, physique, en particulier pour ses travaux sur la localisation d'Anderson.
- 1977 Albert Eschenmoser, chimie organique.
- 1979 Phillip Griffiths, mathématiques.
- 1981 Jacques Friedel, physique.
- 1983 Gerd Faltings, preuve de la conjecture de Mordell.
- 1986 Rudolf K. Thauer (en), microbiologie.
- 1987 Alex Müller et Georg Bednorz, supraconducteurs à haute température.
- 1989 Dieter Oesterhelt (de) « pour ses contributions fondamentales à la biochimie membranaire, à la compréhension de la photosynthèse et à la cristallisation du centre de réaction photosynthétique ».
- 1991 Jean-Pierre Demailly pour son article Champs magnétiques et inégalités de Morse pour la d"–cohomologie.
- 1993 Richard N. Zare, « pour ses travaux fondamentaux sur l'effet de l'excitation de degrés de liberté internes spécifiques sur le déroulement de réactions chimiques bimoléculaires ».
- 1995 Donald M. Eigler, « pour ses recherches novatrices sur le comportement quantique de composants semi-conducteurs à l'échelle du nanomètre ».
- 1997 Regine Kahmann (de), « pour ses études de génétique moléculaire difficiles et novatrices sur le champignon Ustilago maydis ».
- 1999 Wolfgang Ketterle, « pour sa démonstration convaincante de la cohérence dans un condensat de Bose-Einstein d'atomes de sodium ultra-froids ».
- 2001 Christopher C. Cummins,  « pour des travaux fondamentaux sur l'activation de petites molécules par des complexes métalliques et sur l'isolement d'intermédiaires réactifs dans ces réactions, ainsi que sur la caractérisation d'étapes de réaction décisives dans les réactions de transfert d'atomes par des complexes métalliques ».
- 2003 Michael Neuberger pour son article Génération de diversité moléculaire dans le système immunitaire par hypermutation somatique.
- 2005 Richard Taylor pour son article On the Modularity of elliptic curves over Q.
- 2007 Bertrand Halperin, « pour de nombreuses contributions remarquables à la physique statistique et à la physique théorique des solides, en particulier sur les phénomènes critiques dynamiques et les propriétés électroniques de faible dimension ».
- 2009 Gerald Joyce pour « Self-Sustained Replication of an RNA Enzyme », publié en 2009 avec Tracey A. Lincoln, dans Science 323, 1229–1232.
- 2012 : Krzysztof Matyjaszewski, « pour ses travaux pionniers sur la polymérisation contrôlée (méthodologie ATRP) »
- 2013 : Emmanuel Candès, « comme l'un des architectes du principe de Compressive Sensing ».
- 2015 : Andrea Cavalleri (de), « pour ses mesures sur les transitions de phase induites par la lumière dans des systèmes d'électrons hautement corrélés »[2]
- 2018 : André Gröschel (de), « pour ses travaux concernant les processus d'auto-organisation de colloïdes et de nanoparticules hybrides, en particulier pour la fabrication contrôlée de nouvelles structures à partir d'éléments macromoléculaires bien définis ».
- 2019 : Oscar Randal-Williams[3], mathématiques
- 2021 : Viola Priesemann (en), du Max-Planck-Institut für Dynamik und Selbstorganisation, « pour sa contribution à la modélisation épidémiologique de la propagation du virus Sars-CoV2 et pour son engagement dans la communication scientifique qui en découle ».

## Liens
- Prix Dannie-Heineman